# Серпуховский авиационный спортивный клуб
Серпухо́вский авиацио́нный спорти́вный клуб РОСТО и́мени Алекса́ндра Ива́новича Орло́ва (Серпуховский АСК) — спортивный клуб в Серпухове. Базируется на аэродроме Дракино. Клуб осуществляет подготовку лётчиков, планеристов, парашютистов. Базовый аэроклуб российских сборных по пилотажу на самолётах и планерах.

## История
Датой рождения клуба считается 11 апреля 1936 года, когда  по протоколу Постановления Президиума Серпуховского Райисполкома Советов Рабоче-Крестьянских и Красноармейских депутатов был произведен отвод земли под аэродром клуба. В годы Великой Отечественной войны воспитанники Серпуховского АСК служили на фронте. Семь человек получили звание Героя Советского Союза. Имя одного из них, Александра Ивановича Орлова, присвоено клубу в 1989 году. В 1968 году женская команда парашютисток аэроклуба завоевала звание чемпионок РСФСР. В 1995 году клуб становится базовым для сборных команд России по высшему пилотажу на самолетах и планёрах.

## Достижения
В ходе своей многолетней деятельности Серпуховским АСК подготовлено 4500 пилотов, 40 000 парашютистов, несколько тысяч планеристов и авиамоделистов. Спортсмены клуба одержали значительное количество побед, завоевали множество медалей на чемпионатах России, Европы и мира, являются авторами мировых и национальных рекордов.
Наиболее известными спортсменами в истории клуба являются:
- Ирина Степановна Крючкова — мастер спорта международного класса двукратная чемпионка мира, многократная чемпионка СССР по парашютному спорту, обладательница десяти мировых рекордов.
- Юрий Михайлович Чернов — мастер спорта СССР международного класса, чемпион Европы по парашютному спорту
- Георгий Каминский — бронзовый призёр чемпионата мира по планёрному спорту 2003 года, чемпион мира по планёрному спорту 2005[4] и 2007 года[5]
- Александр Панферов — мастер спорта России по высшему пилотажу на самолетах, мастер спорта международного класса по высшему пилотажу на планерах, неоднократный призёр чемпионатов России, Европы и мира по самолетному и планерному пилотажу, чемпион мира 2001 года по планёрному спорту[4]
- Валентин Барабанов — мастер спорта международного класса, призёр чемпионатов мира по планерному пилотажу, чемпион Европы в составе сборной России по планерному пилотажу[4]

## Интересные факты
В летнее время на базе Серпуховского АСК Московским областным Советом РОСТО проводится военно-спортивный лагерь для молодёжи Подмосковья.